# Лі Хан Біт
Лі Хан Біт (кор. 이한빛; нар. 23 грудня 1994) — південнокорейська борчиня вільного стилю, дворазова бронзова призерка чемпіонатів Азії.

## Життєпис
Виступає за спортивний клуб Lila Art High School Сеул. Тренер — Хо Сон Чун.

## Спортивні результати на міжнародних змаганнях

### Виступи на Чемпіонатах світу
| Змагання                        | Збірна         | Вагова категорія          | Місце |
| ------------------------------- | -------------- | ------------------------- | ----- |
| Чемпіонат світу з боротьби 2018 | Південна Корея | жіноча боротьба, до 65 кг | 19    |
| Чемпіонат світу з боротьби 2022 | Південна Корея | жіноча боротьба, до 62 кг | 22    |

### Виступи на Чемпіонатах Азії
| Змагання                       | Збірна         | Вагова категорія          | Місце  |
| ------------------------------ | -------------- | ------------------------- | ------ |
| Чемпіонат Азії з боротьби 2018 | Південна Корея | жіноча боротьба, до 65 кг | Бронза |
| Чемпіонат Азії з боротьби 2020 | Південна Корея | жіноча боротьба, до 62 кг | 8      |
| Чемпіонат Азії з боротьби 2021 | Південна Корея | жіноча боротьба, до 65 кг | Бронза |
| Чемпіонат Азії з боротьби 2022 | Південна Корея | жіноча боротьба, до 62 кг | 5      |

### Виступи на Азійських іграх
| Змагання           | Збірна         | Вагова категорія          | Місце |
| ------------------ | -------------- | ------------------------- | ----- |
| Азійські ігри 2022 | Південна Корея | жіноча боротьба, до 62 кг | 9     |

### Виступи на інших змаганнях
| Змагання                                                     | Збірна         | Вагова категорія          | Місце |
| ------------------------------------------------------------ | -------------- | ------------------------- | ----- |
| Відкритий чемпіонат Китаю з боротьби 2018                    | Південна Корея | жіноча боротьба, до 65 кг | 5     |
| Олімпійський кваліфікаційний турнір з боротьби 2020 (Алмати) | Південна Корея | жіноча боротьба, до 62 кг | 6     |
| Гран-прі Іспанії з боротьби 2023                             | Південна Корея | жіноча боротьба, до 62 кг | 7     |
| Меморіал Імре Поляка та Яноша Варги 2023                     | Південна Корея | жіноча боротьба, до 62 кг | 21    |

### Виступи на змаганнях молодших вікових груп
| Змагання                                      | Збірна         | Вагова категорія          | Місце |
| --------------------------------------------- | -------------- | ------------------------- | ----- |
| Чемпіонат світу з боротьби серед юніорів 2012 | Південна Корея | жіноча боротьба, до 67 кг | 13    |